# Renato Mocellini
Renato Mocellini (n. 2 aprilie 1929, Varna, Venezia Tridentina⁠(d), Italia – d. 9 noiembrie 1985, Bressanone, Trentino-Tirolul de Sud, Italia) a fost un bober ce a reprezentat Italia, medaliat olimpic. A participat la o ediție a Jocurilor Olimpice (1956) în care a câștigat o medalie de argint.

## Participări
Lista de mai jos prezintă principalele competiții la care a participat Renato Mocellini de-a lungul carierei.
- bobsleigh at the 1956 Winter Olympics – four-man[*]